# Hannes Stubbe
Hannes Stubbe (* 10. Oktober 1941 in Heide, Holstein) ist ein deutscher Anthropologe, Psychologe, Kinderpsychotherapeut, Brasilianist und Wissenschaftshistoriker.

## Leben
Hannes Stubbe schloss sein Studium 1970 an der Albert-Ludwigs-Universität in Freiburg mit einem Diplom ab. 1975 wurde er in Freiburg mit einer Arbeit über Die ätiologischen Krankheitsvorstellungen brasilianischer Indianer promoviert.
Von 1983 bis 1988 war Stubbe Professor associado an der Päpstlichen Katholischen Universität von Rio de Janeiro. Im Anschluss an seine Rückkehr nach Deutschland Anfang der 1990er Jahre habilitierte er sich an der Universität zu Köln mit dem wissenschaftshistorischen Thema Kultur und Psychologie in Brasilien. Er hatte Gastprofessuren in Mosambik, China und Brasilien inne. An der Universität zu Köln vertritt er als außerplanmäßiger Professor die Kulturvergleichende Psychologie und Psychologische Anthropologie in Lehre und Forschung und im Studium integrale.

## Werk
Ausgehend von der Situation der brasilianischen „Indianer“ als einer verfolgten, durch Ethnozide dezimierten und diskriminierten Minderheit sowie der Sinti und Roma in Freiburg als einer durch den Holocaust fast ausgelöschten Minorität entwickelte sich das Thema der (oftmals verdrängten) Trauer bzw. der tristes tropiques (Levi-Strauss), dem Stubbe eine Vielzahl von Arbeiten gewidmet hat.
Während der Militärdiktatur in Brasilien konnten empirische Arbeiten und Feldforschungen nur sehr beschränkt durchgeführt werden, so dass die wissenschaftshistorische Forschung einen Ausweg bot; zudem sollte den Studierenden auch ein Einblick in die Geschichte der europäischen Psychologie, Anthropologie und Psychoanalyse angeboten werden. Bei der Beschäftigung mit der Kultur- und Sozialgeschichte Brasiliens widmete Stubbe u. a. der grundlegenden, bis heute nachwirkenden Problematik der afrikanischen Sklaverei einige Arbeiten, z. B. über das kulturgebundene Syndrom des banzo (in etwa „Heimweh“) und die Sklavenkinder. Im Rahmen der Paläopsychologie erkannte er den Neandertaler als vollwertigen Menschen an.
Zu den Ergebnissen der (Feld-)Forschungen Stubbes in vielen fremden Kulturen seit über 40 Jahren gehört u. a. die Erkenntnis, dass in der globalisierten Welt der Gegenwart die sogenannte westliche Psychologie nicht als repräsentativ und allgemein gültig gelten könne, denn sie vertrete in ihren Ergebnissen nur ca. 1/7 der Menschheit und sei selbst in westlichen Einwanderungsgesellschaften nur bedingt tauglich. Zum anderen sollte sich nach Stubbes Auffassung die Psychologie in diesem Anthropozän (westliche Psychologie, „Weltpsychologie“, indigene Psychologien etc.) in enger Zusammenarbeit mit anderen Wissenschaften verstärkt um die sog. (10–12) Weltprobleme kümmern und an ihrer Lösung für das Überleben der Menschheit sehr aktiv beteiligen, denn diese Probleme seien vor allem anthropogen.
Die in Köln seit den 1960er Jahren von Eno Beuchelt (1929–1990) betriebene Völkerpsychologie wurde von Stubbe in allen ihren neueren Strömungen, der Ethnopsychoanalyse, Ethnopsychologie, Kulturvergleichenden/Transkulturellen und Interkulturellen Psychologie zu einer weltoffenen und interdisziplinären Psychologischen Anthropologie zusammengeführt und weiterentwickelt.
Stubbe begründete verschiedene Fachzeitschriften auf drei Kontinenten mit:
- mit K. Peltzer, P. Ebigbo, Chirly dos Santos-Stubbe, R. Collignon: Journal of African Psychology. Enugu/Nigeria. Seit 1991: Journal of Psychology in Africa (IKO, Frankfurt am Main.) (Herausgeber: 1988–2000)
- mit R. León: Latin American Archives of the History of Psychology and Related Sciences. Rio de Janeiro (Gründer und Hauptherausgeber: 1988–1990)
- (Gründer und Herausgeber): Kölner Beiträge zur Ethnopsychologie und Transkulturellen Psychologie (1995–1998 im Holos Verlag, Bonn; ab 2004–2016 im Vandenhoeck & Ruprecht Verlag, Göttingen).

## Ehrungen
- Ehrenmitglied der Arbeitsgemeinschaft Ethnologie und Medizin (AGEM) seit 2018

## Publikationen
Stubbe hat zahlreiche Schriften veröffentlicht:
- mit J. Bojanovsky: Der depressive Mensch. Individuelle und gesellschaftliche Aspekte der Depressionen. Enke Verlag, Stuttgart 1982.
- Verwitwung und Trauer im Kulturvergleich. Mannheim / Rio de Janeiro, 1983.
- Formen der Trauer. Eine kulturanthropologische Untersuchung. Reimer, Berlin 1985.
- Beiträge zur Kulturanthropologie: Geschichte der Psychologie in Brasilien. Von den indianischen und afrobrasilianischen Kulturen bis in die Gegenwart. Reimer, Berlin 1987.
- mit R. León (Hrsg.): History of psychology in the Third World (= Lateinamer. Arch. Hist. Psicol. Band 1, Nr. 2 (Sonderband)). 1989.
- Sigmund Freud in den Tropen (1). Zur Frühgeschichte der Psychoanalyse in Brasilien (Zeittafel bis 1939). (= Kölner Beiträge zur Ethnopsychologie und Transkulturellen Psychologie. Sonderband 3). Holos, Bonn 1997.
- Kultur und Psychologie in Brasilien. Ein wissenschaftshistorische und ethno-psychologische Studie. Holos, Bonn 2001.
- mit Wilfried Follmann (Hrsg.) Interventionen in der Angewandten Psychologie. Festschrift zum 60. Geburtstag von Egon Stephan. Shaker, Aachen 2004, ISBN 3-8322-3072-6.
- Lexikon der Ethnopsychologie und Transkulturellen Psychologie. IKO, Frankfurt am Main 2005.
- als Hrsg.: Weltprobleme und Psychologie. Shaker, Aachen 2007, ISBN 978-3-8322-6276-1.
- Sigmund Freuds „Totem und Tabu“ in Mosambik. V&Runipress, Göttingen 2008, ISBN 978-3-89971-494-4.
- Sigmund Freud in den Tropen (2). Die erste psychoanalytische Dissertation in der portugiesisch-sprachigen Welt (Rio, 1914). Shaker Verlag, Aachen 2011.
- Albertus Magnus. Der erste Kölner und mitteleuropäische Psychologe. Shaker, Aachen 2012 (2. erweiterte Auflage 2016).
- Lexikon der Psychologischen Anthropologie. Psychosozial, Gießen 2012, ISBN 978-3-8379-2120-5.
- mit Chirly dos Santos-Stubbe: Kleines Lexikon der Afrobrasilianistik. Eine Einführung mit Bibliografie (= Kölner Beiträge zur Ethnopsychologie und transkulturellen Psychologie. Sonderband 3). V&R Unipress, Göttingen 2014, ISBN 978-3-8470-0182-9.
- mit Chirly dos Santos-Stubbe und Peter Theiss-Abendroth (Hrsg.): Psychoanalyse in Brasilien. Psychosozial, Gießen 2015.
- Kleinere Schriften. Shaker, Aachen 2018, ISBN 978-3-8440-6185-7.
- mit Anja Noëmi Stubbe: Kleine Kunstgeschichte Brasiliens. Eine wissenschaftliche Einführung. Shaker, Aachen 2018, ISBN 978-3-8440-6390-5.
- mit K. Greifeld, W. Krahl und H. J. Diesfeld (Hrsg.): Grenzgänge zwischen Ethnologie, Medizin und Psychologie. Für Ekkehard Schröder zum 75. Geburtstag (= Curare. Sonderband). VWB, Berlin 2018.
- als Hrsg.: 100 Jahre Psychologie an der Universität zu Köln. Eine Festschrift. Pabst, Lengerich 2019, ISBN 978-3-95853-542-8.
- Curt Nimuendajús Bibliothek im tropischen Brasilien (1903–1945). Ein Beitrag zur Geschichte der Ethnologie. Shaker, Düren 2020, ISBN 978-3-8440-7540-3.
- Die Psychologie des Titus Lucretius Carus (Lukrez). Pabst, Lengerich 2020.
- Weltgeschichte der Psychologie. Eine Einführung. Pabst, Lengerich 2021, ISBN 978-3-95853-737-8.
- Paläopsychologie. Eine kommentierte Bibliographie. Shaker, Düren 2024, ISBN 978-3-8440-9663-7.